# At the Drive-In
At the Drive-In — американская пост-хардкор группа из Эль-Пасо, Техас, активная в 1993—2001, 2012 и 2016—2018 годах.

## История группы

### Основание группы и Acrobatic Tenement (1993-97)
Группа была основана вокалистом Седриком Бикслер-Савалой и гитаристом Джимом Уордом в 1993 году, и 15 октября 1994 уже дала свой первый концерт. Чуть позже была записана первая студийная запись группы, мини-альбом названный «Hell Paso» вышел в ноябре 1994 года. После выхода мини-альбома, участники группы предприняли своё первое 3 000 километровое турне по штату Техас. Сменив барабанщика, At the Drive-In выпустили свой второй мини-альбом названный ¡Alfaro Vive, Carajo!, вышедший в июне 1995 года. Тогда же группа отправилась в своё второе турне по Соединенным Штатам, проехав на своем недавно купленном микроавтобусе около 15 000 километров в течение 42 дней. В ходе этого тура At the Drive-In выступали, в основном, на малых сценах запада Соединенных Штатов и слава о их выступлениях распространялась устно среди поклонников. Одно из таких выступлений, в ныне не существующем клубе Лос-Анджелеса, когда музыканты играли для публики состоящей всего из девяти человек, закончилось знакомством членов группы с штатными сотрудниками звукозаписывающего лейбла Flipside. Сотрудники лейбла пришли в восторг от выступления группы и предложили At the Drive-In выпускать их. Приняв предложение лейбла, группа, проведя очередное 21-дневное турне по юго-западу США, записала свой первый полноформатный альбом под названием Acrobatic Tenement.
18 августа 1996 года альбом был выпущен и в начале следующего года группа отправилась в очередное турне по США, проехав около 40 000 километров в течение 100 дней, с февраля по июнь 1997 года. В этом туре At the Drive-In делили сцену с сотнями других коллективов, таких как Screw 32, J Church, AFI, Still Life, Mustard Plug, Face to Face и Cosmic Psychos. Количество поклонников группы умножалось с каждым концертом. По прошествии этого тура участники группы взяли месячный отпуск (Джим Уорд отдыхал до записи In/Casino/Out) прежде чем приступить к репетициям и отправиться в следующий рекордный для них тур. После записи Acrobatic Tenement, в июле 1996 года, закрепился окончательный состав группы, в неё вошли Тони Хаджар и Пол Инохос, Омар Родригес переквалифицировался из басиста в гитариста. Третий мини-альбом At the Drive-In, выпущенный 18 сентября 1997 года, был назван El Gran Orgo. Через два дня после выпуска альбома, группа выступала в Боулдере, штат Колорадо, выступая с коллективом Welt, начав свой следующий 35-дневный 15 000-километровый тур с шестью концертами совместно с Karp, (Young) Pioneers и по одному с Guttermouth, The Criminals, Piss Drunks и The Humpers. Популярность At the Drive-In в это время была бесспорна, они выступали хэдлайнерами шоу, проходящих на Среднем Западе, собирая аудиторию в среднем от 100 до 350 человек.

### In/Casino/Out и Vaya (1998—2000)
Вскоре музыканты At the Drive-In знакомятся с Бобом и Мишелем Беккером, сотрудниками лейбла Fearless Records. Несмотря на историю лейбла, выпускавшего до этого момента преимущественно панк-группы, участники At the Drive-In подписали соглашение и 3 июня 1998 года начали запись своего второго полноформатного альбома под названием In/Casino/Out.
Альбом «In/Casino/Out» был выпущен 18 августа 1998, несмотря на то что с июля по декабрь, почти без остановок, группа выступала с такими коллективами как Knapsack и Murder City Devils. После короткой передышки, продолжавшейся до марта 1999 года, они отправились в двухнедельный тур по США с коллективом Jimmy Eat World, а потом и в шестинедельный тур по одиннадцати странам Европы. После возвращения на родину At the Drive-In возвратились в студию и приступили к записи четвёртого мини-альбома, названного Vaya и выпущенного 13 июля 1999 года. Не теряя времени, вскоре группа начинает следующий тур, начавшийся 28 июля в Остине, штат Техас, с Universal Recovered, ещё одной группой из Эль-Пасо. Этот тур включал совместные концерты с The Get Up Kids и Rage Against the Machine. Позже, в апреле 2000 года, At the Drive-In были представлены двумя песнями на совместном мини-альбоме с группой Sunshine.

### Relationship of Command (2000-01)
Запись третьего полноформатного альбома под названием Relationship of Command началась 17 января 2000 года, и продолжалась в течение семи недель. Продюсером альбома выступил Росс Робинсон, сведением занялся Энди Уоллес. Альбом был выпущен 12 сентября 2000 года и заслужил не только признание критиков, но и попал в область внимания широкой публики, достигнув 116 места в альбомном чарте Billboard 200.
В дополнении к выступлениям в Европе, Японии и США, At The Drive-In выступили также в нескольких телешоу. Первое, передаваемое по национальному телевидению выступление группы, было показано в ныне не существующей передаче Farmclub.com на кабельном канале USA Network. Позже они появились в передачах Later... with Jools Holland, Late Night with Conan O'Brien и Late Show with David Letterman. В дополнение к этому, их сингл One Armed Scissor попал в ротацию MTV и значительно способствовал популярности группы.

### Распад группы (2001)
12 ноября 2000 года автомобиль участников At the Drive-In попал в автомобильную аварию, все они были потрясены, хотя никто из членов группы серьёзно не пострадал.
В январе 2001 At the Drive-In едут в Австралию на фестиваль Big Day Out. Во время выступления в Сиднее, они просили публику успокоиться и не травмировать друг друга. Публика не отнеслась к этим призывам серьёзно, и фронтмэн Седрик Бикслер-Завала сказал «Вы роботы! Вы овцы! Я думаю это очень, очень печальный день, когда единственная возможность для вас выплеснуть эмоции это слэмминг» и проблеял несколько раз, после чего группа ушла со сцены, отыграв всего 3 песни. В следующем месяце At The Drive-In отменили 5 концертов европейского тура, объясняя своё решение «полным физическим и умственным истощением» участников группы.
В марте 2001 года, за месяц до начала их американского тура, начало которого было запланировано на 14 апреля, на пике популярности, после мирового турне, At the Drive-In распадаются, первоначально называя раскол «неопределенной паузой». Группа отыграла свой последний концерт 21 февраля 2001 года. Позже гитарист Родригес сказал: «…После безостановочного шестилетнего цикла запись/турне/запись/турне мы идем на неопределенную паузу. Нам требуется время, чтобы успокоиться <..> и решить, когда мы испытаем желание снова играть музыку…»

### После распада (2001—2009)
После распада At the Drive-In Седрик Бикслер-Завала и Омар Родригес основали The Mars Volta, отклонившегося в сторону прогрессивного рока. Остальные члены группы — Джим Уорд, Тони Хаджар и Пол Инохос основали более традиционный коллектив Sparta. Позже Пол Инохос перешёл из Sparta в The Mars Volta, проработав там с 2005 по 2009 год.

### Воссоединение (2012)
Во время интервью, прошедшем в июне 2009 года, Седрик Бикслер заявил что не будет возражать против воссоединения At the Drive-In. Несмотря на то, что остальные музыканты поначалу отвергли эти предположения, 9 января 2012 было объявлено о воссоединении At the Drive-In и их первом выступлении на фестивале Коачелла 15 и 22 апреля 2012 года.

## Состав
- Седрик Бикслер-Савала — вокал (1993—2001, 2012, 2016—2018)
- Джим Уорд — гитара, вокал (1993—1996, 1997—2001, 2012), клавишные (1998—2001, 2012)
- Омар Родригес-Лопес — бас-гитара (1995—1996), гитара, бэк-вокал (1996—2001, 2012, 2016—2018)
- Пол Инохос — бас-гитара (1996—2001, 2012, 2016—2018)
- Тони Хаджар — ударные, перкуссия (1996—2001, 2012, 2016—2018)
- Кили Дэвис — гитара, бэк-вокал (2016—2018)

## Дискография

### Полноформатные альбомы
- Acrobatic Tenement (1996)
- In/Casino/Out (1998)
- Relationship of Command (2000)
- in·ter a·li·a (2017)

### Мини-альбомы
- Hell Paso (1994)
- ¡Alfaro Vive, Carajo! (1995)
- El Gran Orgo (1997)
- Vaya (1999)
- Sunshine / At the Drive-In (2000)